# Fossil Record
Fossil Record est une revue scientifique semestrielle à comité de lecture couvrant la paléontologie. Il a été créé en 1998 sous le nom de Mitteilungen aus dem Museum für Naturkunde à Berlin, Geowissenschaftliche Reihe et initialement publié au nom du Musée pour la nature par Wiley-VCH. Le 1er janvier 2022, « Fossil Record » a changé d'éditeur pour devenir Pensoft Publishers, le rédacteur en chef est Florian Witzmann.

## Résumé et indexation
La revue est résumée et indexée dans le Science Citation Index Expanded, BIOSIS Previews, The Zoological Record, et Scopus. Selon les Journal Citation Reports, la revue a un facteur d'impact 2020 de 2,081.